# Lliris trencats
Lliris trencats (Broken Blossoms or The Yellow Man and the Girl o simplement Broken Blossoms en la versió original) és una pel·lícula muda estatunidenca que va ser dirigida per D. W. Griffith, i interpretada per Lillian Gish i Richard Barthelmess, entre d'altres. Està basada en el relat de Thomas Burke The Chink and the Child (1916), aparegut dins del llibre Limehouse nights. Estrenada el 13 de maig de 1919, ha estat considerada com una de les grans pel·lícules dramàtiques del cinema mut. El 1996, el National Film Registry de la Biblioteca del Congrés dels Estats Units la va seleccionar per a la seva preservació degut al seu interès cultural, històric o estètic.

## Argument
Cheng Huan, un xinès que vol fer el bé, emigra a Anglaterra per tal de difondre els valors del budisme. S'estableix al barri de Limehouse a Londres i es guanya la vida en una botiga d'articles xinesos. Allà, viu rodejat de gent que aposta, que fuma opi o va amb dones i com que res és com esperava i ningú el vol escoltar, també acaba fumant opi. Allà se sent atret per una trista noia de quinze anys, la Lucy, filla il·legítima i no volguda d'un boxejador borratxo i busca-bregues anomenat Battling Burrows. El boxejador tracta la seva filla bestialment amb la més mínima excusa. Un dia que al servir-li el sopar li crema la mà per accident li dona una gran pallissa. La noia surt de casa sense poder coordinar els seus moviments degut al dolor i entra a la botiga de Chen on cau desmaiada. Quan Chen torna a la seva botiga, atordit per l'opi al principi no la descobreix, però després la recull, li cura les ferides, li dona una bata de seda i toca per a ella una cançó amb la seva flauta. Fa que Lucy se senti per estimada per primer cop.
Allà la descobreix un company de Burrows en anar a comprar i de seguida va a explicar-ho al pare. Aquest, indignat perquè la seva filla es relaciona amb un asiàtic, es presenta a la botiga i, en no trobar Chen, ho destrossa tot i s'enduu la seva filla.
En tornar Chen a casa es desespera i agafant una pistola es dirigeix a casa de Burrows. Mentrestant, ella s'ha tancat al lavabo per refugiar-se del seu pare mentre prova d'explicar-li que no ha passat res entre ells dos, però aquest no vol escoltar raons i amb una destral s'obre pas per agafar-la i donar-li una pallissa brutal. A conseqüència d'això Lucy mor. Quan Chen arriba a casa de Burrows i descobreix que Lucy ha mort s'enfronta amb Battling que porta una destral i el mata d'un tret. S'emporta el cadàver de la noia a casa i la diposita sobre el llit. Recordant les seves bones intencions de fer el bé de quan va venir a occident, acaricia Lucy per darrer cop i es suïcida clavant-se un ganivet.

## Repartiment
- Lillian Gish (Lucy Burrows)
- Richard Barthelmess (Cheng Huan)
- Donald Crisp (Battling Burrows)
- Arthur Howard (manager de Battling Burrows)
- Edward Peil Sr. (Evil Eye)
- George Beranger (home que espia Lucy)
- Norman Selby (boxejador)
- Ernest Butterworth
- Fred Hamer
- Wilbur Higby (policia)
- Man-Ching Kwan (monjo budista)
- Steve Murphy (espectador)
- George Nichols
- Karla Schramm
- Bessie Wong (noia a la Xina)

## Producció
Lliris trencats va ser una producció humil. La pel·lícula es va rodar a Los Angeles quasi completament en filmar a interiors, amb decorats senzills i pocs personatges, en només divuit dies sense repetir preses i amb un baix pressupost. Es va optar per una fotografia més difusa, més suau, usant els tints per diferenciar ambients i fent servir els primers plans d'una manera molt expressiva. Els efectes especials de la pel·lícula van anar a càrrec de Hendrick Sartov i l'edició final va ser a càrrec de James Smith. 
Griffith era reticent a contractar Gish per a la pel·lícula, ja que considerava massa gran però en no trobar una altra alternativa va decidir provar-la. En una entrevista, ella va remarcar com havia estat de difícil interpretar les escenes de pànic tancada al lavabo sense que hi hagués realment ningú que estigués intentat entrar a l'altra banda de la porta i a plena llum del dia. L'actuació de Lillian Gish en aquesta pel·lícula és considerada la millor actuació dramàtica de la història del cinema. Una escena que també ha quedat per sempre més associada a l'actriu és el moment en què el seu pare li exigeix que rigui i ella empeny les seves comissures cap amunt amb dos dits per configurar un somriure.
El resultat va ser una pel·lícula rupturista dins de l'obra de Griffith. El director hi deixa de banda el registre èpic de pel·lícules èpiques anteriors, com Judith of Bethulia (1914), El naixement d'una nació (1915) o Intolerance: Love's Struggle Throughout the Ages (1916), per simplificar l'acció i centrar-se en tres personatges, amb una posada en escena molt lligada als ritmes dels actors i una atmosfera anticipant de germanitzacions futures. Percebuda ja quan es va estrenar com una gran obra d'art, ha estat considerada com una de les grans pel·lícules dramàtiques del cinema mut.
La pel·lícula havia de ser distribuïda per Famous Players-Lasky Corp. però Griffith la va adquirir per 250.000 dòlars per distribuir-la a través de la productora United Artists que havia acabat de crear aquell mateix any juntament amb Charles Chaplin, Douglas Fairbanks i Mary Pickford obtenint uns guanys de 700.000 dòlars.

## Imatges de la pel·lícula

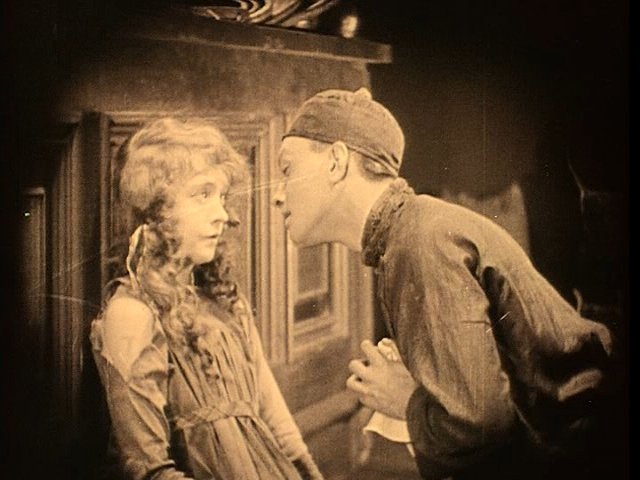
Lucy (Lillian Gish) i Cheng Huan (Richard Barthelmess)
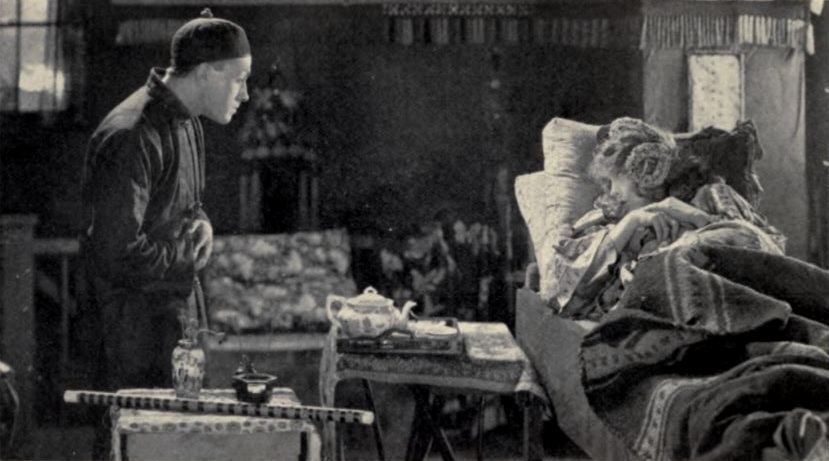
Cheng Huan cuida Lucy quan la recull a la seva botiga
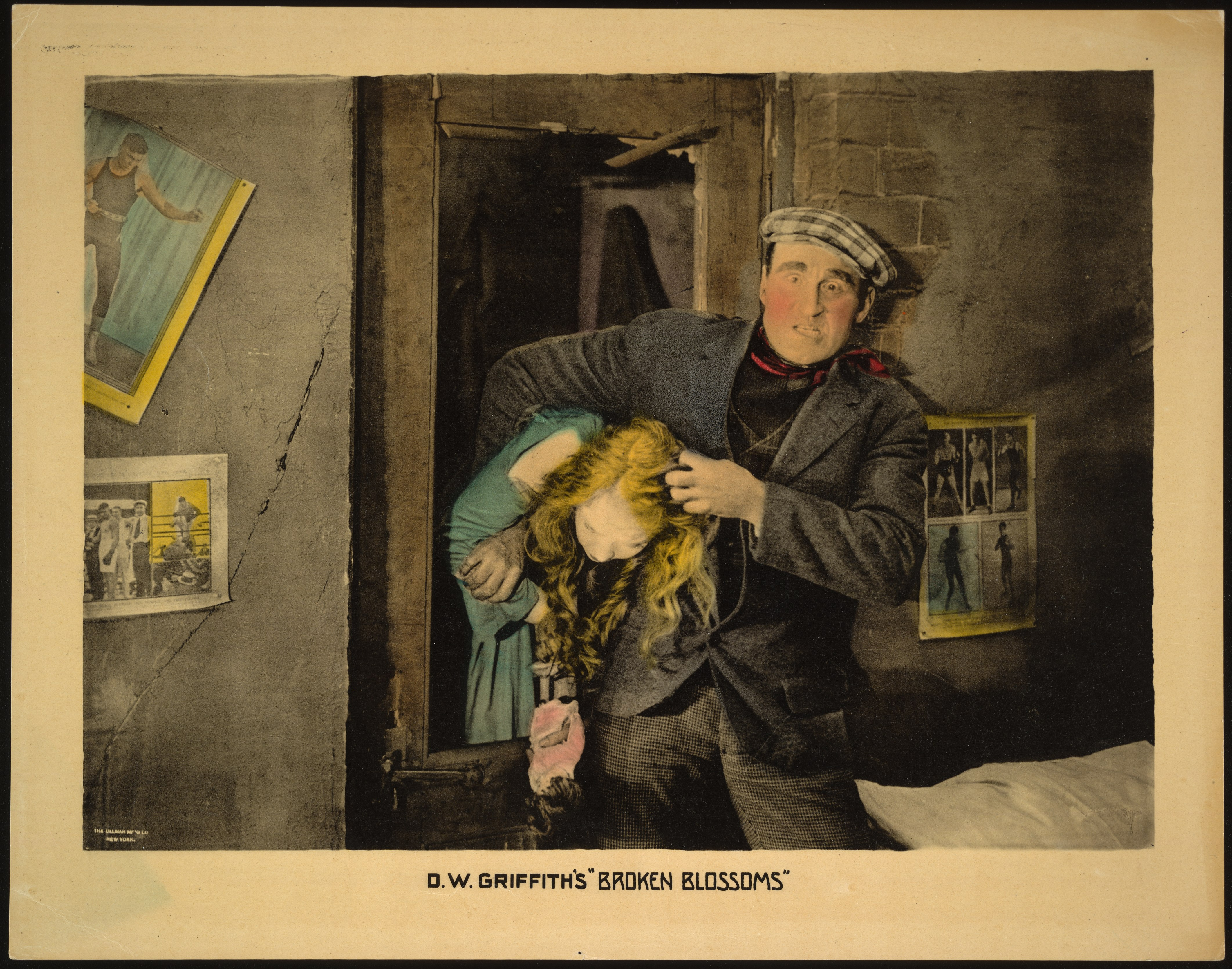
Battling Burrows destrossa la porta i atrapa Lucy
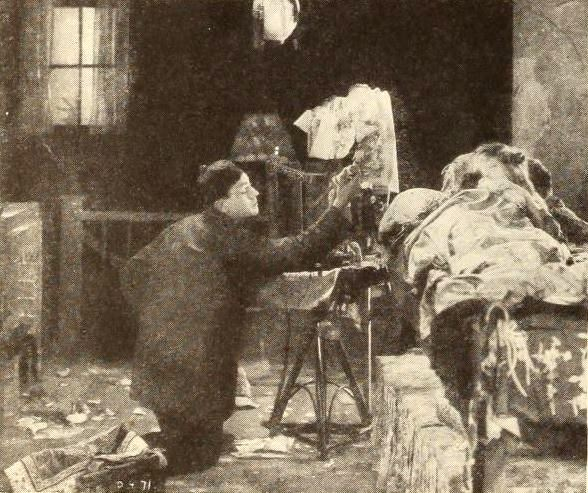
Cheng Huan a punt de clavar-se el ganivet